# Castelo de Salvatierra (Calzada de Calatrava)

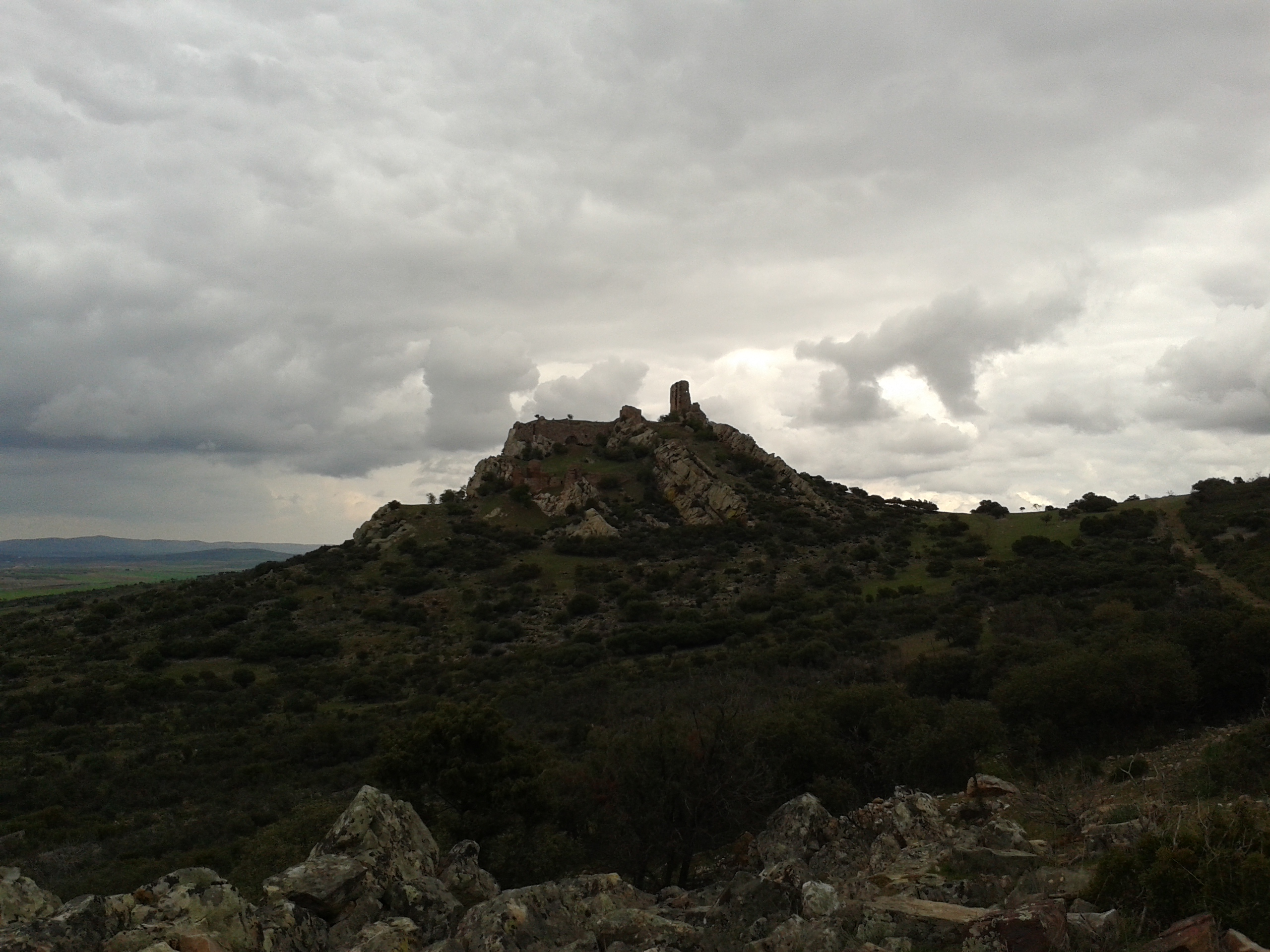
Ruínas do Castelo de Salvatierra

O Castelo de Salvatierra é uma fortificação perto de Calzada de Calatrava, no sul da província de Cidade Real, Comunidade autónoma de Castela-Mancha, Espanha. Está localizado numa pequena colina no sopé do vulcânico monte Atalaya, a cerca de 5 km de Calzada de Calatrava. Num cerro em frente, cerca de 2 km a oeste em linha reta, situa-se o Castelo de Calatrava, a Nova, sede da Ordem de Calatrava durante vários séculos.